# Pilosella sulphurea
Pilosella sulphurea — вид рослин із родини айстрових (Asteraceae).

## Середовище проживання
Зростає у Європі (Франція, Німеччина, Швейцарія, Італія, Польща, Чехія, Угорщина, Словенія, Румунія, Латвія, Литва, Росія (Калінінградська область)).